# Inmunidad de jurisdicción
La inmunidad de jurisdicción de los Estados, en el derecho internacional público, es el deber de los Estados de no enjuiciar a ningún Estado extranjero y el derecho de los Estados a no ser sometido a juicio por otros estados extranjeros, debido a esto, los tribunales de un Estado no pueden asumir jurisdicción sobre un estado extranjero.
La inmunidad que confiere el derecho internacional tiene su origen en el principio de igualdad soberana que confiere a los países igualdad en el ejercicio de la soberanía, absoluta y exclusiva sobre todo su territorio y las personas que en él se encuentren.

## Origen
Esta prerrogativa obedece al principio de igualdad soberana, dado que existe igualdad entre los estados, ninguno podrá juzgar a otro, la máxima "par in parem non habet imperium" y evoluciona hacia un sistema de protección completo de las manifestaciones de los estados en el exterior.
Ya en 1812, el juez John Marshall, presidente del tribunal supremo de EUA, enunció el principio de inmunidad en un caso de un pleito referido a una goleta francesa en territorio estadounidense:

The jurisdiction of a nation within its own territory, is exclusive and absolute. It is susceptible of no limitation not imposed by itself. Any restriction deriving validity from an external source would imply a diminution of its sovereignty .
La jurisdicción de una nación en su territorio es exclusiva y absoluta. No es susceptible de ninguna limitación que no fuese impuesta por ella misma. Cualquier restricción que conlleve invalidación desde una fuente externa implicaría una disminución de su soberanía
The Schooner Exchange v. McFaddon 11 U.S. 116 (1812)

En definitiva, la inmunidad de los estados a la jurisdicción extranjera es una cesión de parcela de soberanía que hacen los estados entre sí para garantizar la existencia de la soberanía de la totalidad de los estados.
Si bien es una norma de carácter consuetudinario, va a producirse una amplia codificación, especificando en múltiples convenciones los diferentes condicionantes de la inmunidad jurisdiccional y sufriendo una evolución y especificándose para las diferentes aplicaciones de este derecho.
Antes de la Primera Guerra Mundial y basado en un principio de origen feudal (entre pares no hay acto de imperio), es decir, que los Estados al ser todos soberanos y por esto iguales, no pueden juzgarse los unos a los otros, predomina el criterio de inmunidad absoluta. A esta tesis se adherían prácticamente todos los países, principalmente Estados Unidos y Gran Bretaña. Extendía la inmunidad a todas las manifestaciones externas del estado.
Después de la Segunda Guerra Mundial comienza a perfilarse otra posición, que es la de los Estados que apoyan la tesis de la inmunidad relativa o restringida. Estos Estados, entienden que para hablar de inmunidad de jurisdicción de un Estado debemos tener presente dos criterios: cuando el Estado actúa como Estado (ius imperis) y cuando el Estado actúa como particular (ius gestionis). 
En el primer caso los Estados gozan de inmunidad absoluta y en el segundo de inmunidad relativa.
Los Estados pueden invocar o renunciar a su inmunidad, esa renuncia puede darse en forma tácita, cuando comparece en juicio el Estado. Aunque hay autores que señalan que no se puede renunciar a las inmunidades sobre la base de la soberanía del Estado.